# Assim Ademow

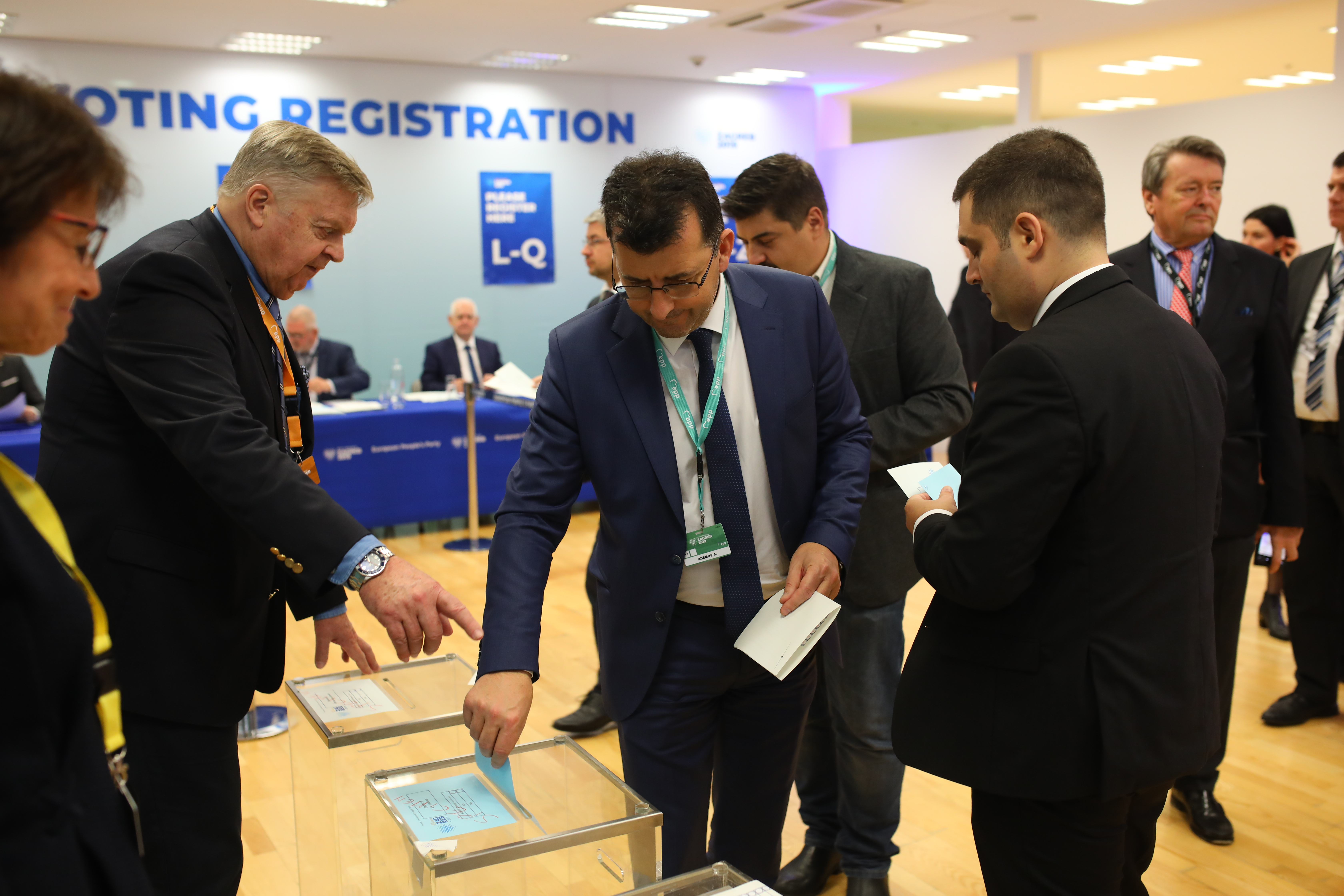
Assim Ademow, 2019

Assim Ahmed Ademow (bulgarisch Асим Ахмед Адемов; geboren am 3. Dezember 1968 in Dabniza, Gemeinde Garmen, Pirin-Mazedonien) ist ein bulgarischer Politiker der Partei GERB, der 2017 bis 2024 Mitglied des Europäischen Parlaments war. Er wurde 2019 wiedergewählt. Im Parlament war er Mitglied des Ausschusses für bürgerliche Freiheiten, Justiz und Inneres (2017–2019) und 2019 bis 2024 Mitglied des Ausschusses für Kultur und Bildung.

## Leben
Assim Ademow erhielt einen Bachelor-Abschluss in bulgarischer Philologie von der Plovdiver Universität Paisii Chilendarski und einen Master-Abschluss in öffentlicher Verwaltung von der Süd-West-Universität Neofit Rilski.
Nach seinem Abschluss arbeitete er als Lehrer für bulgarische Sprache und Literatur in der Grundschule Christo Botew in Dolno Drjanowo, einem Nachbardorf in der Gemeinde Garmen. Nach 20 Jahren Berufserfahrung wurde er Schulleiter. In der Zeit von 2011 bis 2015 war er Gemeinderatsmitglied von der GERB-Quote im Garmen. Von Dezember 2014 bis Februar 2017 war er stellvertretender Regionalgouverneur der Region Blagoewgrad. Seit dem 14. September 2017 ist er Mitglied des Europäischen Parlaments von EVP / GERB (8. Europäisches Parlament) und ersetzte Marija Gabriel, die als Kommissarin für Digitalisierung in die Kommission Juncker gewählt wurde.